# 2700
2700（二千七百、にせんななひゃく）は自然数、また整数において、2699の次で2701の前の数である。

## 性質
- 2700は合成数であり、約数は1, 2, 3, 4, 5, 6, 9, 10, 12, 15, 18, 20, 25, 27, 30, 36, 45, 50, 54, 60, 75, 90, 100, 108, 135, 150, 180, 225, 270, 300, 450, 540, 675, 900, 1350, 2700である。
  - 約数の和は8680。
- 2700 = 3 × 6 × 10 × 15
  - 4連続三角数の積で表せる2番目の数である。1つ前は180、次は18900。
- 2700 = 1 × 3 × 6 × 10 × 15
  - 5連続三角数の積で表せる最小の数である。次は56700。
- 534番目のハーシャッド数である。1つ前は2688、次は2704。
  - 9を基とする136番目のハーシャッド数である。1つ前は2610、次は3006。
- 2700 = 22 × 33 × 52
  - 3つの異なる素因数の積で p 3 × q 2 × r 2 の形で表せる2番目の数である。1つ前は1800、次は3528。
- 27002 + 1 = 7290001であり、n 2 + 1が素数になる272番目の数である。1つ前は2684、次は2706。
- 2700 = 180 × 15
  - 2700°= 15π (rad)。1つ前の14πは2520°、次の16πは2880°。
  - 十七角形の内角の和は2700°である。1つ前の十六角形は2520°、次の十八角形は2880°。
- 2700 = 522 − 4
  - n = 52 のときの n 2 − 4 とみたとき1つ前は2597、次は2805。
- 約数の和が2700になる数は7個ある。(1160, 1432, 1490, 2245, 2533, 2581, 2699) 約数の和7個で表せる13番目の数である。1つ前は2496、次は3072。

## その他 2700 に関連すること
- 2700系
- Intel Core i7 2700K
- 日本のお笑いコンビ。「2700」でデビューし、2017年8月に「ザ ツネハッチャン」に改名したが、2018年8月5日、再びコンビ名を「2700」に戻す。